# Greizer Hütte
Die Greizer Hütte ist eine Schutzhütte der Sektion Greiz (Sitz in Marktredwitz) des Deutschen Alpenvereins und liegt auf einer Höhe von 2227 m ü. A. oberhalb des Floitengrunds (auch Floite genannt) in den Zillertaler Alpen im österreichischen Land Tirol, südöstlich oberhalb von Ginzling, welches teilweise zu Finkenberg und Mayrhofen gehört.

## Geschichte

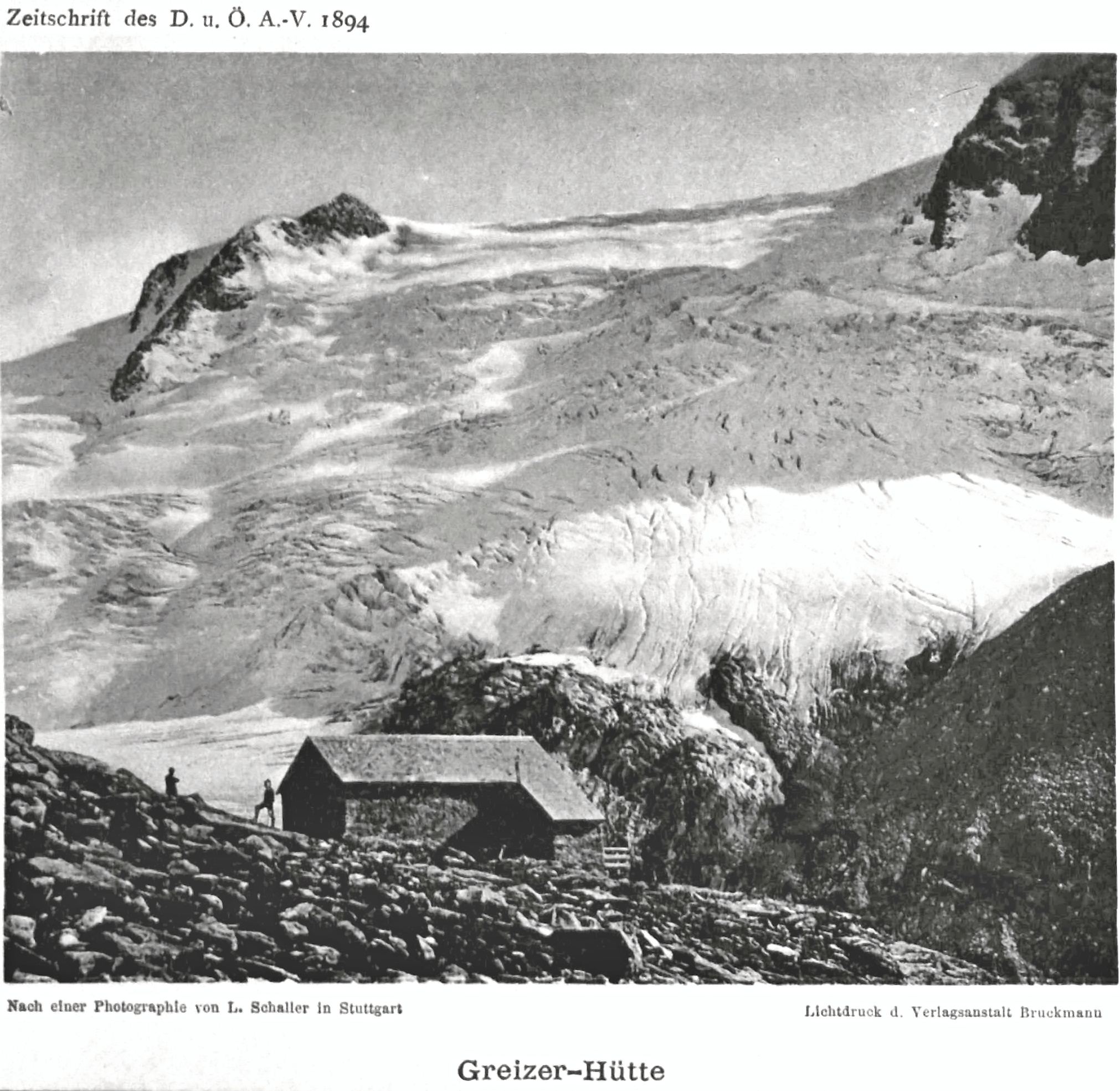
Greizer-Hütte um 1894

Die Hütte wurde 1893 von der Sektion Greiz (Fürstentum Reuß älterer Linie) des Deutschen und Österreichischen Alpenvereins erbaut. Durch den Bau eines Saumpfades, 1912, konnte die bis dahin mühselige Versorgung durch Träger verbessert werden. Der Ausgangspunkt der Säumerei lag lange Jahre in Ginzling und führte durch die Floite, bis ein zur Bocknachalm geschaffener Fahrweg die zu säumende Strecke verkürzte. Im Jahre 2002 wurde eine Materialseilbahn zur Hütte gebaut und die Versorgung durch die Saumtiere eingestellt. 1905, 1927/28 und Anfang der 1970er Jahre wurde die Hütte erweitert. 2005 erhielt sie die Auszeichnung Umweltgütesiegel für Alpenvereinshütten.

## Zustieg
- Von der Tristenbachalm (Parkplatz jenseits des Floitenbachs, hierher durch das Zillertal und über Ginzling) über einen Güterweg und später über ein Teilstück des Berliner Höhenwegs zur Hütte. Gehzeit 4–4½ Stunden.
- Die Greizer Hütte liegt am Zentralalpenweg 02 des OeAV (Österreichischer Alpenverein) und am Berliner Höhenweg.

## Übergänge

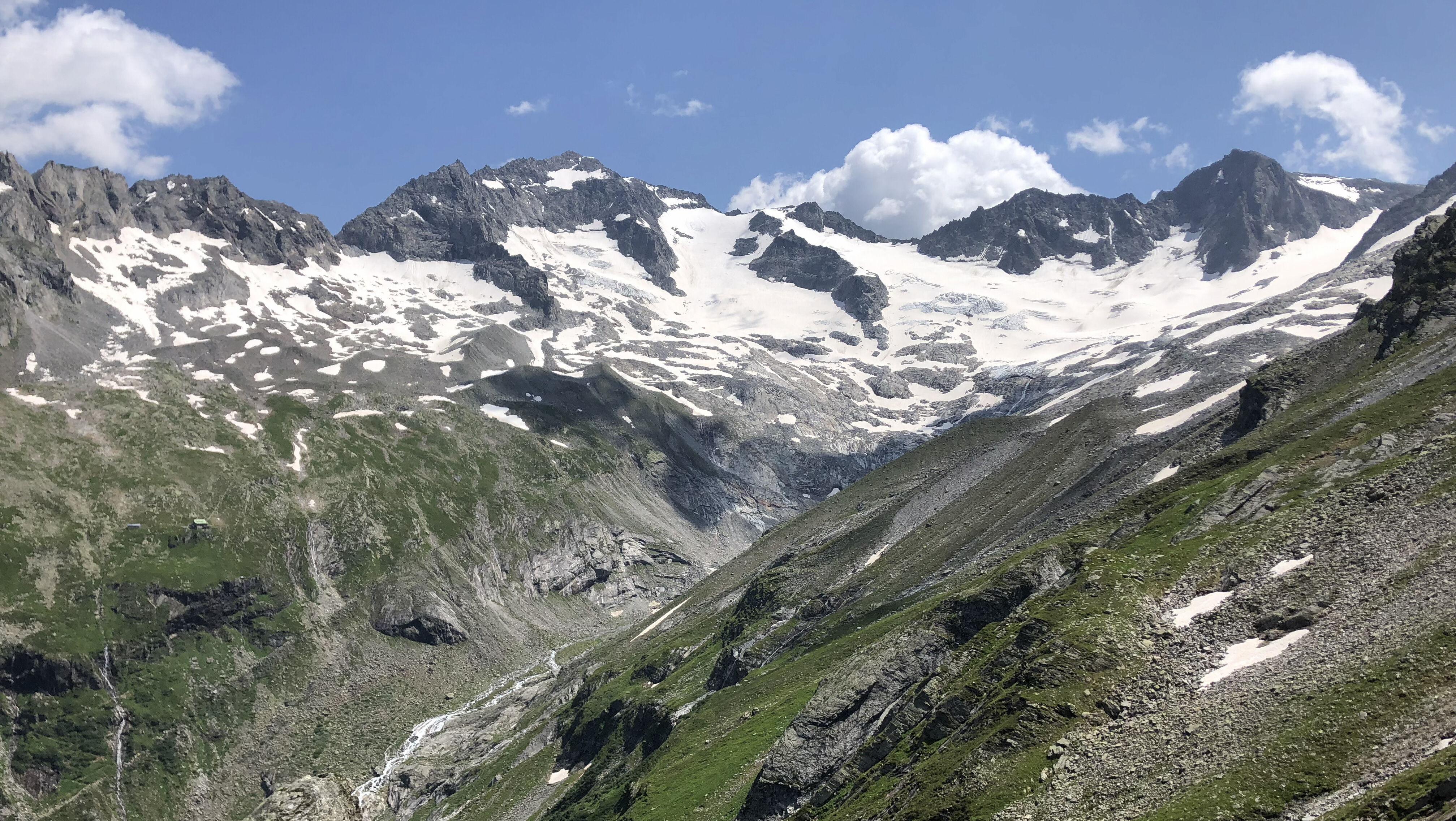
Lage der Greizer Hütte (links unten) hoch über dem Floitengrund vor dem Großen Löffler (links) und den Floitenspitzen (rechts), davor das Floitenkees

- Über die Lapenscharte (2701 m) via Löfflerkar zur Kasseler Hütte bei einer Gehzeit von 5 Stunden.
- Zur Grüne-Wand-Hütte im Stillupgrund bei einer Gehzeit von 3 Stunden
- Über die Nördliche Mörchnerscharte (2872 m) via Schwarzensee zur Berliner Hütte bei einer Gehzeit von 6 Stunden.
- Über den Tribbachsattel (3028 m) zur Schwarzensteinhütte bei einer Gehzeit von  3–4 Stunden
- Übergang zur Maxhütte über Nördliche Mörchner - und Melkerscharte ins Gunggltal bei einer Gehzeit 8 Stunden

## Gipfel
- Westliche Floitenspitze (3194 m) bei einer Gehzeit von 3 Stunden.
- Großer Löffler (3376 m) bei einer Gehzeit von 4 Stunden.
- Schwarzenstein (3368 m) bei einer Gehzeit von 5 Stunden
- Gigalitz (3002 m) bei einer Gehzeit von 2 Stunden

In der Nähe der Hütte befindet sich ein kleiner Klettergarten.

## Karte
- Alpenvereinskarte 1:25.000, Blatt 35/2, Zillertaler Alpen Mitte

## Nachweis
1. 1 2  Lage und Höhe gemäß «Austrian Map».